# Norfolkline

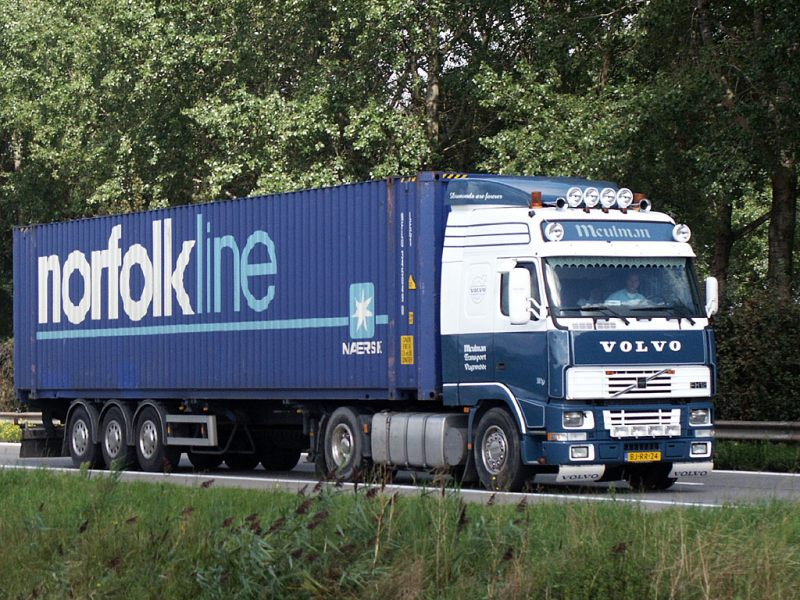
Vrachtwagen met container van de Norfolkline

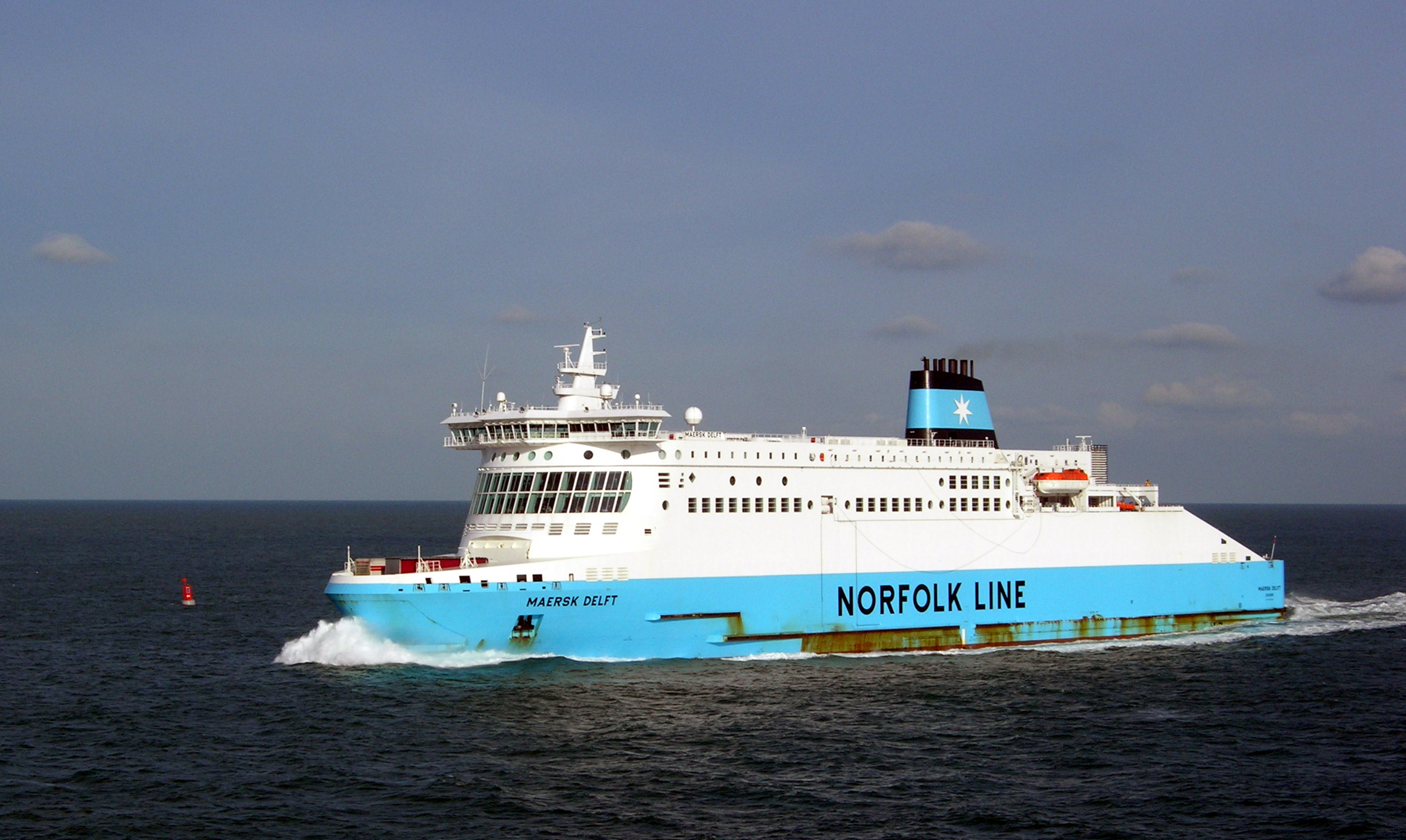
Maersk Delft

De Norfolkline is een voormalige rederij die actief was op de Noordzee. Daarnaast onderhield Norfolkline veerdiensten op Het Kanaal (de route Duinkerken-Dover) en op de Ierse Zee (vroeger Norse Merchant).

## Geschiedenis
De activiteiten begonnen in 1961 en de oprichter van de Norfolk Lijn NV was de Nederlandse ondernemer Leo Remeeus. Hij begon met twee kustvaarders een geregelde vrachtdienst op Engeland. In januari 1969 kwam het eerste roroschip Duke of Holland in de vaart voor een dagelijkse veerdienst tussen Scheveningen en Great Yarmouth in het graafschap Norfolk. Het schip had plaats voor 24 trailers. De Norfolk Lijn vervoerde tuinbouwproducten zoals sla, tomaten en aardappelen en ook grote hoeveelheden verse vis en haring in beide richtingen.
In 1973 werd Norfolk Lijn overgenomen door Unilever. Norfolk Lijn had drie schepen in veerdienst tussen Nederland en Engeland een groot aantal trailers en havenfaciliteiten in Scheveningen en Great Yarmouth. De Nederlandse en Engelse Norfolk-bedrijven hadden in totaal 330 medewerkers. Na de overname werd bedrijfsnaam gewijzigd in Norfolk Line.
In 1980 werd de opvolger van de Duke of Holland besteld bij de Scheepswerf en machinefabriek Amels in Makkum. Dit nieuwe schip, 1600 bruto registerton groot, krijgt bijna de dubbele capaciteit voor trailers en passagiers dan de Duke of Holland. Het schip vergde een investering van ruim 22 miljoen gulden en kwam in 1981 in de vaart.
In maart 1985 werd Norfolk Line verkocht door Unilever aan Maersk.
Op 1 mei 1986 werden de Duke of Norfolk en de Dutchess of Holland uit de vaart genomen.
De veerbootdienst(en) Scheveningen–Felixstowe/Killingholme verhuisde(n) vanaf 25 november 2006 naar de locatie Vulcaanhaven te Vlaardingen, waar met drie schepen, de TOR Britannia, TOR Suecia en de Flandria Seaways, een dagelijkse dienst vanuit Vlaardingen naar Felixstowe werd onderhouden. Met twee andere schepen, de Maas Viking en Humber Viking, werd een dagelijkse dienst vanuit Vlaardingen naar Immingham onderhouden.
In het voorjaar van 2009 opende Norfolkline een verbinding tussen Zeebrugge en Rosyth.
Het bedrijf werd op 13 juli 2010 overgenomen door DFDS Seaways. Het hoofdkantoor van Norfolkline was gevestigd in Scheveningen. Er waren 2200 medewerkers, verdeeld in een transport- en een veerbootdivisie.

## Belangrijke verbindingen
- Vlaardingen - Killingholme
- Vlaardingen - Felixstowe
- Brugge (Zeebrugge) - Edinburgh (Rosyth)
- Duinkerke - Dover
- Esbjerg - Harwich
- Esbjerg - Immingham
- Liverpool (Birkenhead) - Dublin
- Liverpool (Birkenhead) - Belfast
- Heysham - Dublin
- Heysham - Belfast

## Vloot
gegroepeerd naar zusterschepen
- Maersk Anglia/Maersk Flanders/Maersk Exporter/Maersk Importer
- Maersk Voyager/Maersk Vlaardingen
- Maersk Delft/Maersk Dover/Maersk Dunkerque
- Dublin Viking/Liverpool Viking
- Mersey Viking/Lagan Viking
- Merchant Bravery/Merchant Brilliant
- RR Arrow/RR Shield
- Saga Moon

## Terminal in Scheveningen
Omdat de terminal in Scheveningen niet meer gebruikt wordt, heeft de gemeente Den Haag in 2007 toestemming gegeven aan de Scheveningsche Roeivereeniging om daar in de zomermaanden aan kinderen zeilles te geven. Het is een beschut deel van de haven, waar geen andere boten komen. Zolang er geen andere plannen voor het gebied zijn, hoopt de vereniging ieder jaar een nieuwe vergunning te krijgen. Er wordt nu om de haven een maritiem centrum gebouwd. Op de locatie waar de terminal gevestigd was, bevindt zich op dit moment het Zuiderstrandtheater.